# وثيقة الأسرى الفلسطينيين
وثيقة الأسرى الفلسطينيين للوفاق الوطني، هي وثيقة كتبها أسرى فلسطينيون في مايو 2006، حيث كانوا معتقلين في السجون الإسرائيلية. وشارك في كتابة الوثيقة ممثلون عن حركة فتح وحركة حماس وحركة الجهاد الإسلامي والجبهة الشعبية لتحرير فلسطين والجبهة الديمقراطية لتحرير فلسطين.

## ملخص
في 11 مايو 2006، أصدر مجموعة من الأسرى الفلسطينيين المنتمين إلى الفصائل الفلسطينية المختلفة بإصدار خطة عمل من 18 بنداً، أهم ماجاء فيها:
- تفعيل منظمة التحرير الفلسطينية، وانضمام حركة حماس وحركة الجهاد الإسلامي إليها بوصفها الممثل الشرعي والوحيد للشعب الفلسطيني.
- تشكيل مجلس وطني فلسطيني جديد.
- تشكيل جبهة مقاومة موحّدة تركّز على المقاومة باستخدام كل الوسائل المتاحة في الأراضي المحتلة سنة 1967.
- الاستمرار في المقاومة الشعبية الجماهيرية.
- وضع خطة فلسطينية موحدة وتوحيد الخطاب السياسي الفلسطيني على أساس القرارات الدولية والعربية.
- حماية وتعزيز السلطة الوطنية الفلسطينية باعتبارها ثمرة نضال الشعب الفلسطيني، والتعاون بين الرئاسة والحكومة.
- تشكيل حكومة وحدة وطنية.
- الإقرار بأن إدارة المفاوضات هي من صلاحيات منظمة التحرير الفلسطينية، على أن يجري استفتاء عام حيث ما أمكن على أي اتفاقية سلام. (تحفظت حركة الجهاد الإسلامي على هذا البند)
- تحريم استخدام السلاح في النزاعات الداخلية.
- إصلاح الأجهزة الأمنية الفلسطينية.
- تنسيق الأجهزة الأمنية مع فصائل المقاومة.

أبدى الرئيس الفلسطيني محمود عباس دعمه للخطة، وصرح رئيس الوزراء الفلسطيني إسماعيل هنية في 13 مايو أنها "جديرة بالاهتمام".

## نص الوثيقة
فيما يلي نص وثيقة الوفاق الوطني:
﴿وَاعْتَصِمُوا بِحَبْلِ اللَّهِ جَمِيعًا وَلَا تَفَرَّقُوا﴾ [آل عمران:103]
انطلاقاً من الشعور العالي بالمسؤولية الوطنية والتاريخية، ونظراً للمخاطر المحدقة بشعبنا، وفي سبيل تعزيز الجبهة الفلسطينية الداخلية، وصيانة وحماية الوحدة الوطنية، ووحدة شعبنا في الوطن والمنافي، ومن أجل مواجهة المشروع الإسرائيلي الهادف لفرض الحل الإسرائيلي، ونسف حلم شعبنا، وحق شعبنا في إقامة دولته الفلسطينية المستقلة الكاملة السيادة، هذا المشروع والمخطط الذي تنوي الحكومة الإسرائيلية تنفيذه خلال المرحلة القادمة تأسيساً على إقامة واستكمال الجدار العنصري وتهويد القدس وتوسيع المستوطنات الإسرائيلية، والاستيلاء على الأغوار، وضم أجزاء واسعة من الضفة الغربية، وإغلاق الباب أمام شعبنا في ممارسة حقه في العودة.
ومن أجل المحافظة على منجزات ومكتسبات شعبنا التي حققها من خلال مسيرة كفاحه الطويل، ووفاء لشهداء شعبنا العظيم، وعذابات أسراه، وأنات جرحاه، وانطلاقاً من أننا ما زلنا نمر في مرحلة تحرر طابعها الأساسي وطني ديمقراطي، مما يفرض إستراتيجية سياسية كفاحية متناسبة مع هذا الطابع.
ومن أجل إنجاح الحوار الوطني الفلسطيني الشامل، واستناداً إلى إعلان القاهرة، والحاجة الملحة للوحدة والتلاحم، فإننا نتقدم بهذه الوثيقة "وثيقة الوفاق الوطني" لشعبنا العظيم الصامد المرابط، وإلى الرئيس محمود عباس أبو مازن، وقيادة منظمة التحرير الوطني الفلسطيني، وإلى رئيس الحكومة إسماعيل هنية، ومجلس الوزراء، وإلى رئيس المجلس الوطني الفلسطيني وأعضائه، ورئيس المجلس التشريعي الفلسطيني وأعضائه، وإلى كافة القوى والفصائل الفلسطينية، وإلى كافة المؤسسات والمنظمات الأهلية والشعبية، وقيادة الرأي العام الفلسطيني في الوطن والمنافي، آملين اعتبار هذه الوثيقة كلاً متكاملاً وأن تلقى دعم ومساندة وموافقة الجميع، وتسهم بشكل أساسي في التوصل إلى وثيقة الوفاق الوطني الفلسطيني:
1. إن الشعب الفلسطيني في الوطن والمنافي يسعى من أجل تحرير أرضه، وإنجاز حقه في الحرية والعودة والاستقلال، وفي سبيل حقه في تقرير مصيره بما في ذلك حقه في إقامة دولته المستقلة وعاصمتها مدينة القدس الشريف على جميع الأراضي المحتلة عام 1967، وضمان حق العودة للاجئين، وتحرير جميع الأسرى والمعتقلين، مستندين في ذلك إلى حق شعبنا التاريخي في أرض الآباء والأجداد، وإلى ميثاق الأمم المتحدة، والقانون الدولي، وما كفلته الشرعية الدولية.
2. الإسراع في إنجاز ما تم الاتفاق عليه في القاهرة في مارس/آذار 2005 فيما يتعلق بتطوير وتفعيل منظمة التحرير الفلسطينية، وانضمام حركتي "حماس" والجهاد الإسلامي إليها بوصفها الممثل الشرعي والوحيد للشعب الفلسطيني في كافة أماكن تواجده، وبما يتلاءم مع المتغيرات على الساحة الفلسطينية، وفق أسس ديمقراطية، ولتكريس حقيقة تمثيل منظمة التحرير الفلسطينية الممثل الشرعي والوحيد لشعبنا، وبما يعزز قدرة منظمة التحرير في القيام والنهوض بمسؤولياتها في قيادة شعبنا في الوطن والمنافي وفي تعبئته والدفاع عن حقوقه الوطنية والسياسية والإنسانية في مختلف الدوائر والمحافل والمجالات الدولية والإقليمية. وأن المصلحة الوطنية تقتضي تشكيل مجلس وطني جديد قبل نهاية عام 2006 بما يضمن تمثيل جميع القوى والفصائل والأحزاب الوطنية والإسلامية وتجمعات شعبنا في كل مكان وكافة القطاعات والمؤسسات والفعاليات والشخصيات على أساس نسبي في التمثيل والحضور والفاعلية النضالية والسياسية والاجتماعية والجماهيرية، والحفاظ على منظمة التحرير الفلسطينية إطاراً جبهوياً عريضاً وائتلافاً وطنياً شاملاً وإطاراً وطنياً جامعاً للفلسطينيين في الوطن والمنافي، ومرجعية سياسية عليا.
3. حق الشعب الفلسطيني في المقاومة والتمسك بخيار المقاومة بمختلف الوسائل، وتركيز المقاومة في الأراضي المحتلة عام 67 إلى جانب العمل السياسي والتفاوضي والدبلوماسي، والاستمرار في المقاومة الشعبية الجماهيرية ضد الاحتلال بمختلف أشكاله ووجوده وسياساته، والاهتمام بتوسيع مشاركة مختلف الفئات والجهات والقطاعات وجماهير شعبنا في هذه المقاومة الشعبية.
4. وضع خطة فلسطينية للتحرك السياسي الشامل، وتوحيد الخطاب السياسي الفلسطيني على أساس برنامج الإجماع الوطني الفلسطيني والشرعية العربية وقرارات الشرعية الدولية المنصفة لشعبنا تمثلها منظمة التحرير والسلطة الوطنية رئيسا وحكومة، والفصائل الوطنية والإسلامية، ومنظمات المجتمع المدني والشخصيات والفعاليات العامة، من أجل استحضار وتعزيز وحشد الدعم العربي والإسلامي والدولي السياسي والمالي والاقتصادي والإنساني لشعبنا وسلطتنا الوطنية، ودعماً لحق شعبنا في تقرير المصير والحرية والعودة والاستقلال، ولمواجهة خطة إسرائيل في فرض الحل الإسرائيلي على شعبنا، ولمواجهة الحصار الظالم علينا.
5. حماية وتعزيز السلطة الوطنية الفلسطينية باعتبارها نواة الدولة القادمة، هذه السلطة التي شيدها شعبنا بكفاحه وتضحياته ودماء وعذابات أبنائه، وإن المصلحة الوطنية العليا تقتضي احترام الدستور المؤقت للسلطة والقوانين المعمول بها، واحترام مسؤوليات وصلاحيات الرئيس المنتخب لإرادة الشعب الفلسطيني، بانتخابات حرة ديمقراطية ونزيهة، واحترام مسؤوليات وصلاحيات الحكومة التي منحها المجلس التشريعي الثقة. وأهمية وضرورة التعاون الخلاق بين الرئاسة والحكومة، والعمل المشترك وعقد الاجتماعات الدورية بينهما، لتسوية أية خلافات بالحوار الأخوي استنادا إلى الدستور المؤقت، والمصلحة الوطنية العليا، وضرورة إجراء إصلاح شامل في مؤسسات السلطة الوطنية وخاصة الجهاز القضائي، واحترام القضاء بكافة مستوياته وتنفيذ قراراته وتعزيز وتكريس سيادة القانون.
6. تشكيل حكومة وحدة وطنية على أساس يضمن مشاركة كافة الكتل البرلمانية، وبخاصة حركتي "فتح" و"حماس" والقوى السياسية الراغبة على قاعدة هذه الوثيقة وبرنامج مشترك للنهوض بالوضع الفلسطيني محلياً وعربياً وإقليمياً ودولياً، ومواجهة التحديات بحكومة وطنية قوية تحظى بالدعم الشعبي والسياسي الفلسطيني من جميع القوى، وكذلك بالدعم العربي والدولي، وتتمكن من تنفيذ برنامج الإصلاح ومحاربة الفقر والبطالة، وتقديم أفضل رعاية ممكنة للفئات التي تحملت أعباء الصمود والمقاومة والانتفاضة، وكانت ضحية للعدوان الإجرامي الإسرائيلي، وبخاصة أسر الشهداء والأسرى والجرحى وأصحاب البيوت والممتلكات التي دمرها الاحتلال، وكذلك العاطلين عن العمل والخريجين.
7. إن إدارة المفاوضات هي من صلاحية "م. ت. ف." ورئيس السلطة الوطنية على قاعدة التمسك بالأهداف الوطنية الفلسطينية وتحقيقها على أن يتم عرض أي اتفاق مصيري على المجلس الوطني الفلسطيني الجديد للتصديق عليه أو إجراء استفتاء عام، حيث ما أمكن.
8. تحرير الأسرى والمعتقلين واجب وطني مقدس يجب أن تقوم به وبكافة الوسائل القوى والفصائل الوطنية والإسلامية و"م. ت. ف" والسلطة الوطنية رئيساً وحكومة والتشريعي وكافة التشكيلات المقاومة.
9. ضرورة العمل ومضاعفة الجهد لدعم ومساندة ورعاية اللاجئين، والدفاع عن حقوقهم، والعمل على عقد مؤتمر شعبي تمثيلي للاجئين ينبثق عن هيئات متابعة وظيفته التأكيد على حق العودة والتمسك به ودعوة المجتمع الدولي لتنفيذ القرار 194 القاضي بحق العودة للاجئين وتعويضهم.
10. العمل على تشكيل جبهة مقاومة موحدة باسم جبهة المقاومة الفلسطينية، لقيادة وخوض المقاومة ضد الاحتلال، وتوحيد وتنسيق العمل والفعل للمقاومة، وتشكيل مرجعية سياسية موحدة لها.
11. التمسك بالنهج الديمقراطي، وبإجراء انتخابات عامة ودورية وحرة ونزيهة وديمقراطية طبقاً للقانون، للرئيس والتشريعي وللمجالس المحلية والبلدية، واحترام مبدأ التداول السلمي للسلطة، والتعهد بحماية التجربة الفلسطينية الديمقراطية، واحترام الخيار الديمقراطي ونتائجه، واحترام سيادة القانون والحريات الضرورية والعامة وحرية الصحافة، والمساواة بين المواطنين في الحقوق والواجبات دون تمييز، وحماية مكتسبات المرأة وتطويرها وتعزيزها.
12. رفض وإدانة الحصار الظالم على شعبنا الذي تقوده الولايات المتحدة وإسرائيل، ودعوة العرب شعبياً ورسمياً لدعم ومساندة الشعب الفلسطيني و"م. ت. ف" وسلطته الوطنية، ودعوة الحكومات العربية لتنفيذ قرارات القمم العربية السياسية والمالية والاقتصادية والإعلامية الداعمة لشعبنا الفلسطيني وصموده وقضيته الوطنية، والتأكيد على أن السلطة الوطنية الفلسطينية ملتزمة بالإجماع العربي والعمل العربي المشترك.
13. دعوة الشعب الفلسطيني للوحدة والتلاحم ورص الصفوف، ودعم ومساندة "م. ت. ف" والسلطة الوطنية الفلسطينية رئيساً وحكومة، وتعزيز الصمود والمقاومة في وجه العدوان والحصار، ورفض التدخل في الشؤون الداخلية الفلسطينية.
14. نبذ كل مظاهر الفرقة والانقسام وما يقود إلى الفتنة، وإدانة استخدام السلاح مهما كانت المبررات لفض النزاعات الداخلية، وتحريم استخدام السلاح بين أبناء الشعب الواحد، والتأكيد على حرمة الدم الفلسطيني، والالتزام بالحوار أسلوباً وحيداً لحل الخلافات، والتعبير عن الرأي بكافة الوسائل بما في ذلك معارضة السلطة وقراراتها على أساس ما يكفله القانون وحق الاحتجاج السلمي، وتنظيم المسيرات والتظاهرات والاعتصامات شريطة أن تكون سلمية وخالية من السلاح، ولا تتعدى على المواطنين وممتلكاتهم والممتلكات العامة.
15. إن المصلحة الوطنية تقتضي ضرورة البحث عن أفضل الأساليب والوسائل المناسبة لاستمرار مشاركة شعبنا وقواه السياسية في قطاع غزة في وضعه الجديد في معركة الحرية والعودة والاستقلال وتحرير الضفة والقدس وبما يجعل من القطاع الصامد رافعة وقوة حقيقية لصمود ومقاومة لشعبنا في الضفة والقدس، وإن المصلحة الوطنية تقضي بإعادة تقييم الوسائل والأساليب النضالية الأنجع في مقاومة الاحتلال.
16. ضرورة إصلاح وتطوير المؤسسة الأمنية الفلسطينية بكل فروعها على أساس عصري بما يجعلها أكثر قدرة على القيام بمهمة الدفاع عن الوطن والمواطنين في مواجهة العدوان والاحتلال، وحفظ الأمن والنظام العام، وتنفيذ القوانين وإنهاء حالة الفوضى والفلتان الأمني، وإنهاء المظاهر المسلحة والاستعراضات، ومصادرة سلاح الفوضى والفلتان الأمني الذي يلحق ضرراً فادحاً بالمقاومة ويشوه صورتها ويهدد وحدة المجتمع الفلسطيني، وضرورة وتنسيق وتنظيم العلاقة مع قوى وتشكيلات المقاومة وتنظيم وحماية سلاحها.
17. دعوة المجلس التشريعي لمواصلة إصدار القوانين المنظمة لعمل المؤسسة الأمنية والأجهزة بمختلف فروعها، والعمل على إصدار قانون يمنع ممارسة العمل السياسي والحزبي لمنتسبي الأجهزة والالتزام بالمرجعية السياسية المنتخبة التي حددها القانون.
18. العمل من أجل توسيع دور وحضور لجان التضامن الدولية والمجموعات المحبة للسلام لدعم صمود شعبنا ونضاله العادل ضد الاحتلال والاستيطان وجدار الفصل العنصري سياسياً ومحلياً، ومن أجل تنفيذ قرار محكمة العدل الدولية في لاهاي المتعلق بإزالة الجدار والاستيطان وعدم مشروعيتهما.»

## الموقعون على الوثيقة
وقع 5 من قياديي الحركة الأسيرة من مختلف الفصائل الفلسطينية، على الوثيقة، وكانوا مجتمعين في سجن هداريم، وهم:
- عن حركة فتح: النائب مروان البرغوثي، أمين سر الحركة.
- عن حركة الجهاد الإسلامي: الشيخ بسام السعدي.
- عن حركة حماس: الشيخ عبد الخالق النتشة، من الهيئة القيادية العليا.
- عن الجبهة الشعبية لتحرير فلسطين: عبد الرحيم ملوح، عضو اللجنة التنفيذية ونائب الأمين العام للجبهة.
- عن الجبهة الديمقراطية لتحرير فلسطين: مصطفى بدارنة.

## وثيقة الوفاق الوطني
هدد الرئيس محمود عباس في 25 مايو بأنه إذا لم يتم التوصل إلى اتفاق على برنامج سياسي مشترك فإنه سيدعو إلى استفتاء شعبي حول وثيقة الأسرى الصادرة في 11 مايو، وعقد مؤتمر الحوار الوطني الفلسطيني الشامل جلساته في 25 و26 مايو في كل من مدينتي رام الله وغزة، وخرج المؤتمر بوثيقة الاتفاق الوطني، التي وقعت عليها الفصائل الفلسطينية باستشثناء حركة الجهاد الإسلامي.
وتعد وثيقة الوفاق الوطني هي نفس وثيقة الأسرى تقريباً في محتواها، مع بعض التعديلات والإضافات بناء على طلب ممثلي حركة حماس، منها:
- بند 1: التأكيد الصريح على "إزالة المستوطنات وإجلاء المستوطنين وإزالة جدار الفصل والضم العنصري"، والقبول بالشرعية الدولية والقانون الدولي (كما هو مذكور في وثيقة الأسرى) ولكن "بما لا ينتقص من حقوق شعبنا."
- بند 2: إلغاء النص الصريح على انضمام حركتي حماس وفتح إلى منظمة التحرير الفلسطينية، وجاء بدلاً منها: "انضمام كل القوى والفصائل إليها"، والنص على وسيلة تشكيل المجلس الوطني الجديد "بالانتخابات حيثما أمكن وفقاً لمبدأ التمثيل النسبي وبالتوافق حيث يتعذر إجراء الانتخابات وفق آليات تضعها اللجنة العليا المنبثقة عن حوار القاهرة".
- بند 6: النص على "العمل على تشكيل حكومة وحدة وطنية على أساس يضمن مشاركة الكتل البرلمانية والقوى السياسية الراغبة على قاعدة هذه الوثيقة" وإلغاء النص الصريح المخصص لحركتي فتح وحماس.
- بند 7: النص على أن يكون إجراء الاستفتاء "في الوطن والمنافي".
- بند 11: إضافة "التأكيد على مبدأ الفصل بين السلطات".

كان من المفترض أن يوقع كل من الرئيس محمود عباس ورئيس الوزراء إسماعيل هنية على الوثيقة في غضون أيام، إلا أن التصعيد العسكري الإسرائيلي ببدء عملية أمطار الصيف في أعقاب أسر الجندي الإسرائيلي جلعاد شاليط، حال دون ذلك.